# SOS Internautes
SOS Internautes est une association française d'internautes destinée à informer, aider et défendre les droits des usagers de l'internet.

## Histoire
Le 18 décembre 2005, six internautes originaires de différentes régions de France, fondent l'association SOS Internautes avec pour objectif d'informer, d'aider et de défendre les internautes.
Le 8 octobre 2006, l'association sort un communiqué dénonçant la plainte de Free au pénal contre un internaute français pour diffamation, première en la matière en France.
Elle apporte en mars 2007 son soutien au collectif « Les Déçus du Câble » à la suite de la protestation des clients de Noos/Numericable sur la qualité des prestations fournies,.

## Objectifs
L'association apporte une aide technique et juridique pour une plus grande qualité dans les prestations dues, ainsi que l'aide interactive de son forum. Chacun peut y poser des questions et y recevoir une aide ainsi que l'assistance de hotliners de plusieurs fournisseurs d'accès.
Elle contacte toute entité (fournisseurs d'accès à internet, collectivités locales...) en mesure de lui apporter des éléments de réponse aux problèmes rencontrés par les internautes français. Elle rencontre et maintient le dialogue avec ces personnes, afin de permettre une évolution positive des actions dans l'intérêt général. 
L'association a également répondu à l'appel de certains collectifs menant eux-mêmes des actions, en leur offrant son assistance mais aussi une partie de son espace web comme à Misericable.

## Fonctionnement
SOS Internautes, animée uniquement par des bénévoles, est une association indépendante. Pour le rester, elle proscrit toute forme de publicité et de partenariat avec les sociétés vendant des produits et services aux internautes et notamment les fournisseurs d'accès à Internet. Ses seules ressources sont les cotisations à l'association et les dons.
SOS Internautes est une association ouverte ou chacun peut agir dans le respect des autres adhérents. Elle est administrée par un bureau (dont un président, un trésorier et un secrétaire) élu annuellement par les adhérents en assemblée générale.